# Mecardonia flagellaris
Mecardonia flagellaris là một loài thực vật có hoa trong họ Mã đề. Loài này được (Cham. & Schltdl.) Rossow mô tả khoa học đầu tiên năm 1987.